# Latvijas Kauss Basketbola
De LKB Cup is de hoogste basketbal beker competitie van Letland. Het eerste bekertoernooi werd in 2020 gehouden. Elk basketbalteam in Letland mag deelnemen aan het toernooi, zelfs amateurteams. Professionele teams doen mee vanaf de kwartfinales. Het toernooi wordt gespeeld in knock-outvorm; teams spelen twee wedstrijden tegen elkaar, thuis en uit, waarbij de totale score de winnaar van een ronde bepaalt. De score van één enkele wedstrijd kan dus gelijk zijn. De finale wordt gespeeld in één wedstrijd.
De Letse basketbalbeker werd voor het eerst georganiseerd van 1948 tot 1952 en van 1960 tot 1994. De eerste editie van 2020/21 werd geannuleerd na de eerste wedstrijden vanwege de Coronapandemie. In het seizoen 2021/22 werd Užavas Beer (ook wel Užavas genoemd) de titelsponsor van het toernooi.

## Winnaars van de Beker van Letland
| Jaar | Plaats                                                                      | Winnaar                                                                     | Uitslag                                                                     | Tegenstander                                                                |                                                                             |
| ---- | --------------------------------------------------------------------------- | --------------------------------------------------------------------------- | --------------------------------------------------------------------------- | --------------------------------------------------------------------------- | --------------------------------------------------------------------------- |
| 2021 | competitie gestaakt en later definitief beëindigd vanwege de Coronapandemie | competitie gestaakt en later definitief beëindigd vanwege de Coronapandemie | competitie gestaakt en later definitief beëindigd vanwege de Coronapandemie | competitie gestaakt en later definitief beëindigd vanwege de Coronapandemie | competitie gestaakt en later definitief beëindigd vanwege de Coronapandemie |
| 2022 | Ventspils                                                                   | VEF Riga                                                                    | 74 - 62                                                                     | BK Ventspils                                                                |                                                                             |
| 2023 | Liepāja                                                                     | VEF Riga                                                                    | 87 - 66                                                                     | BK Liepāja                                                                  |                                                                             |
| 2024 | Jelgava                                                                     | VEF Riga                                                                    | 94 - 69                                                                     | Rīgas Zeļļi                                                                 |                                                                             |
| 2025 | Daugavpils                                                                  | VEF Riga                                                                    | 96 - 81                                                                     | BK Ventspils                                                                |                                                                             |

## Winnaars aller tijden
| Club     | Winnaars | Jaar      |
| -------- | -------- | --------- |
| VEF Riga | 4        | 2022-2025 |